# Rheinauhafen

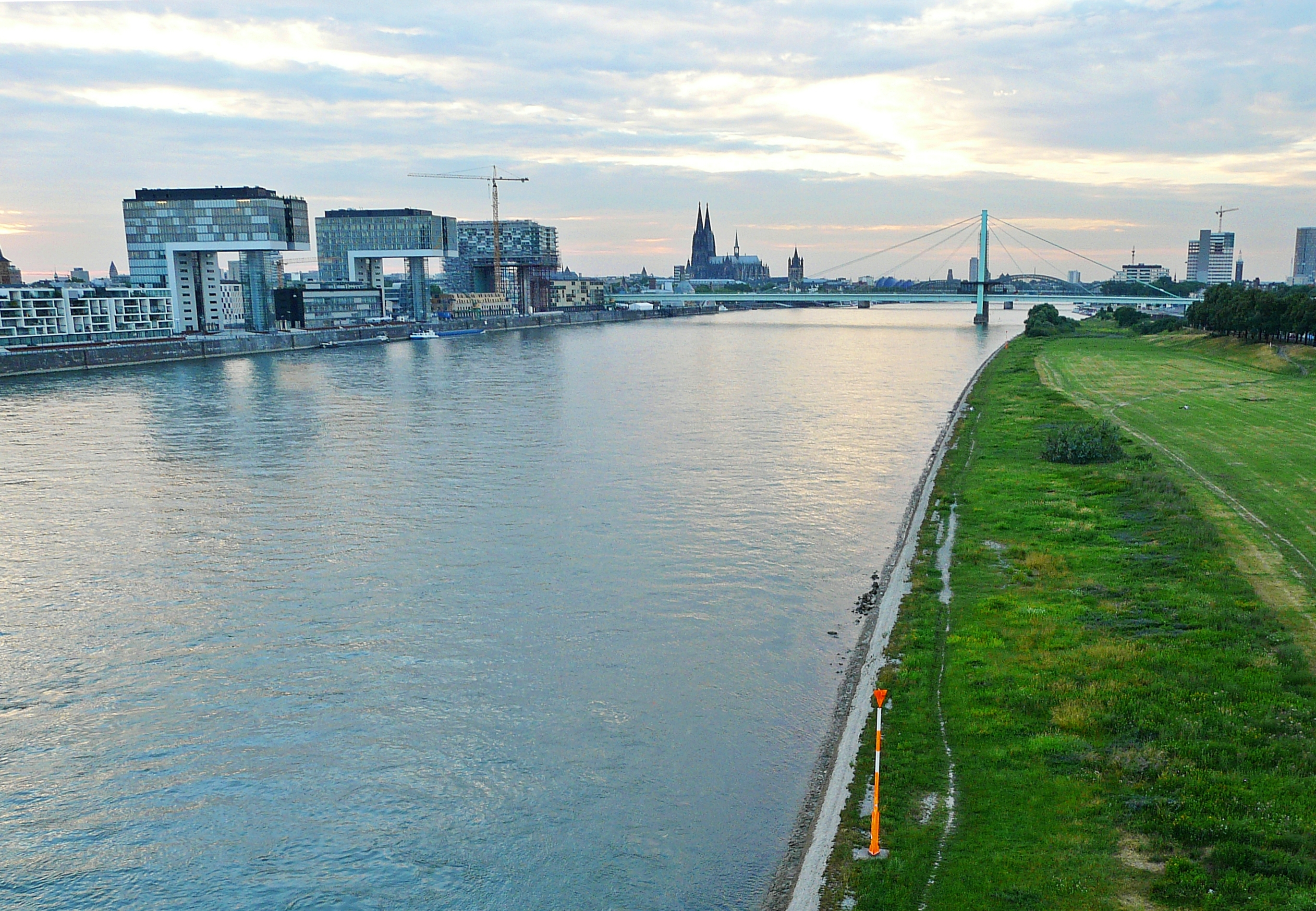
Rheinauhafen med Kranhäuser-byggnaderna. I bakgrunden Kölns domkyrka.

Rheinauhafen är ett stadsförnyelseområde i Köln, Tyskland, utmed floden Rhen mellan broarna Südbrücke och Severinsbrücke, i stadsdelen Altstadt-Süd i södra delen av innerstaden. 
Området Rheinauhafen var från 1880 Kölns hamnområde. I början av 1990-talet inleddes ett planeringsarbete för ny bebyggelse i området. Byggandet började 2002 och efterhand har kontor, kulturinstitutioner, hotell och bostäder tillkommit.
Tre karakteristiska byggnader utmed floden är de så kallade Kranhäuser (singular: Kranhaus), 17 våningar höga och uppförda 2006–2011. I området finns chokladmuseet Imhoff-Schokoladenmuseum.